# Valter Birsa
Valter Birsa (Šempeter pri Gorici, 1986. augusztus 7. –) szlovén labdarúgó, jelenleg az olasz Cagliari klubjában szerepel, korábban a szlovén labdarúgó-válogatott labdarúgója is volt.

## Karrierje
Első felnőttcsapata a Primorje volt, ahol mindössze egy mérkőzést játszott. Ezután rögtön leigazolta őt az egyik legsikeresebb szlovén csapat, az ND Gorica. 17 évesen az ND Gorica felnőtt csapatában bemutatkozott. Második évében (2005-2006) ő lett az egyik legjobb támadó a Szlovén első osztályában.
A 2005/2006-os szezon után a francia Sochaux csapatába igazolt. Az első szezonjában (2006/2007) megnyerték a francia kupát, a bajnokságban a hetedik helyett szerezték meg. Birsa 3 gólt szerzett 31 mérkőzésen, 1666 percet töltött a pályán.
2009-ben kölcsönbe került a Auxerre csapatához, amely ugyanez év nyarán végleg megvásárolta őt. Az első gólját itt szerezte a Bajnokok ligájában, 2010. október 19-én szabadrúgásból talált be az Ajaxnak az Amsterdam ArenA-ban.
2011. február 2-án annak ellenére, hogy a Liverpool FC és a Fulham FC is érdeklődött iránta, 4 éves szerződést írt alá az olasz bajnokságban szereplő Genoa csapatához, a 2011/12-es szezonba csatlakozik új klubjához.
2012. augusztus 31-én kölcsönben a Torino-ba került.

### Válogatott
18 évesen debütált a Szlovén labdarúgó-válogatottban, ezzel ő lett a legfiatalabb debütáló a válogatottban. 2009 szeptember 9-én szerezte meg az első gólját a Lengyelország elleni 2010-es labdarúgó-világbajnokság-selejtezőjében.

## Válogatott góljai
| # | Időpont    | Helyszín                         | Ellenfél         | Állás | Végeredmény | Kiírás         |
| - | ---------- | -------------------------------- | ---------------- | ----- | ----------- | -------------- |
| 1 | 2009-09-09 | Stadion Ljudski vrt, Maribor     | Lengyelország    | 3–0   | 3–0         | Vb-selejtező   |
| 2 | 2009-10-10 | Tehelné pole, Pozsony            | Szlovákia        | 1–0   | 2–0         | Vb-selejtező   |
| 3 | 2010-06-18 | Ellis Park Stadium, Johannesburg | Egyesült Államok | 1–0   | 2-2         | Világbajnokság |

## Sikerei, díjai
- ND Gorica:
  - Bajnok: 2004-05, 2005-06
  - Kupadöntős: 2004-05
- FC Sochaux-Montbéliard:
  - Kupagyőztes: 2006-07

## Fordítás
Ez a szócikk részben vagy egészben  a   Valter Birsa című szlovén Wikipédia-szócikk fordításán alapul.  Az eredeti cikk szerkesztőit annak laptörténete sorolja fel. Ez a jelzés csupán a megfogalmazás eredetét és a szerzői jogokat jelzi, nem szolgál a cikkben szereplő információk forrásmegjelöléseként.

## Külső hivatkozások
- Profil - NZS Archiválva 2012. március 6-i dátummal a Wayback Machine-ben
- Profil - LFP
- Karrierje statisztikái